# Pierrefiques
Pierrefiques ist eine französische Gemeinde mit 130 Einwohnern (Stand: 1. Januar 2022) im Département Seine-Maritime in der Region Normandie. Sie gehört zum Arrondissement Le Havre und zum Kanton Octeville-sur-Mer. Die Einwohner werden Pierrefiquais und Pierrefiquaises genannt.

## Geographie
Pierrefiques liegt in der Naturregion Pays de Caux, etwa 22 Kilometer nordnordöstlich von Le Havre. Umgeben wird Pierrefiques von den Nachbargemeinden Le Tilleul im Norden und Nordwesten, Bordeaux-Saint-Clair im Norden und Nordosten, Villainville im Süden und Osten, Beaurepaire im Süden und Südwesten sowie Sainte-Marie-au-Bosc im Südwesten und Westen.

## Bevölkerungsentwicklung

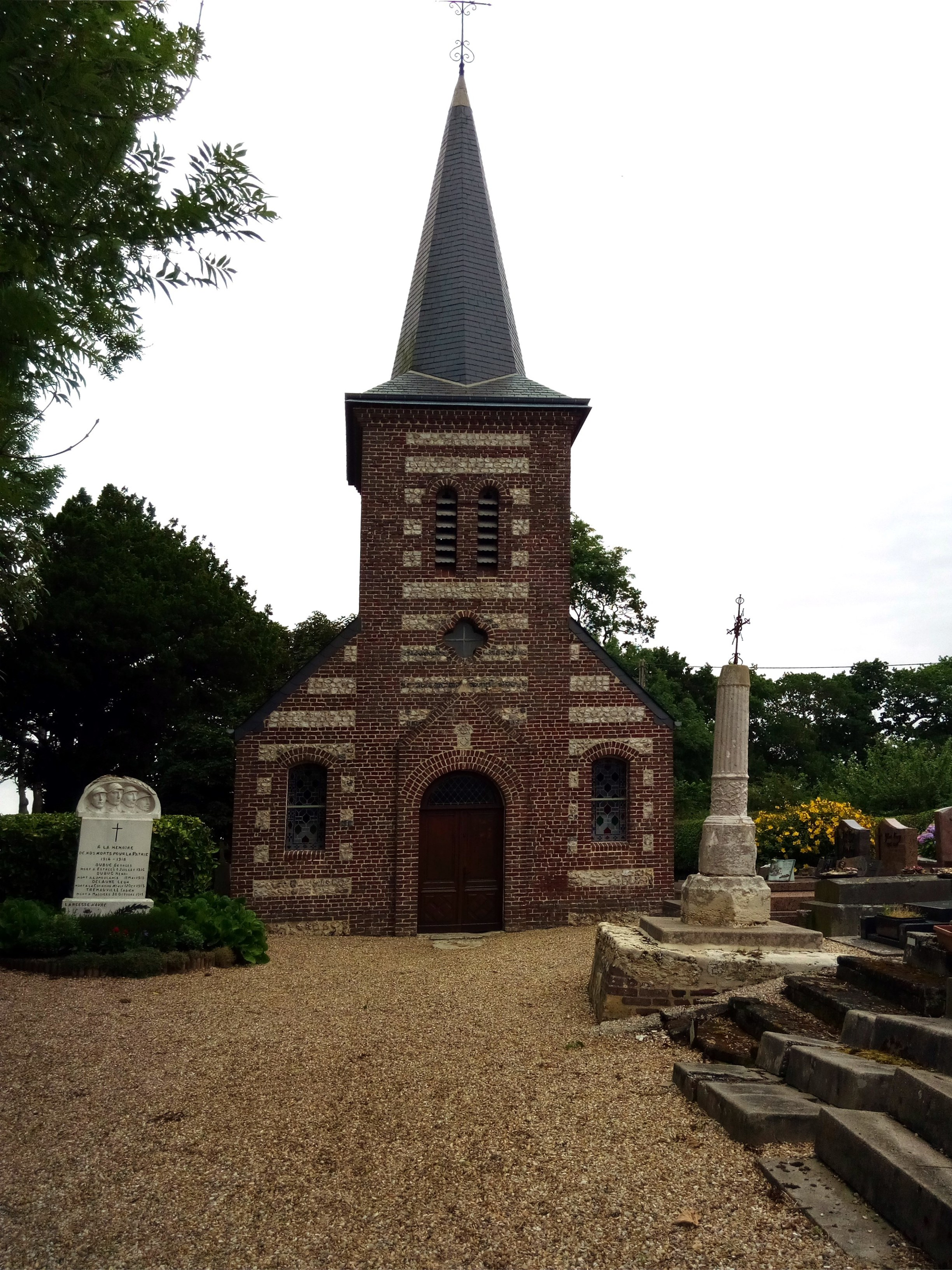
Kirche Saint-Jean-Baptiste

| Jahr                       | 1962 | 1968 | 1975 | 1982 | 1990 | 1999 | 2006 | 2013 | 2020 |
| Einwohner                  | 110  | 91   | 79   | 85   | 97   | 106  | 121  | 139  | 134  |
| Quellen: Cassini und INSEE |      |      |      |      |      |      |      |      |      |

## Sehenswürdigkeiten
- Die Kirche Saint-Jean-Baptiste, deren Ursprünge bis ins 11. Jahrhundert zurückreichen, hat im Laufe der Jahrhunderte erhebliche Veränderungen erfahren. Sie litt stark unter der englischen Invasion von 1415 bis 1445 und dem großen Aufstand von Caux im Jahr 1433. Im 17. Jahrhundert wurde das Gebäude für die Bevölkerung zu groß und seine Quer- und Seitenschiffe wurden entfernt.